# Raydah (huyện)
Huyện Raydah là một huyện thuộc tỉnh Amran, Yemen. Đến thời điểm năm 2003, huyện này có dân số 46631 người